# Муојо (Козенца)
Муојо је насеље у Италији у округу Козенца, региону Калабрија.
Према процени из 2011. у насељу је живело 32 становника. Насеље се налази на надморској висини од 342 м.